# Village Roadshow Pictures
La Village Roadshow Pictures è stata una società cinematografica australiana fondata nel 1997. Ha co-prodotto e distribuito diversi film per conto delle major hollywoodiane. Vanta una produzione di più di 70 pellicole, alcune delle quali coprodotte con la Warner Bros.: Il Grande Gatsby, la trilogia di Matrix, Sherlock Holmes, Io Sono Leggenda, Ocean's Eleven e i seguiti, Happy Feet, La fabbrica di cioccolato, Sex and the City 2, The LEGO Movie e i suoi vari spin-off, Mystic River, Gran Torino, American Sniper, Hunger Games e i seguiti.
La distribuzione dei suoi film è globale, ma concentrata soprattutto in Asia e in Oceania. I film della società hanno vinto 5 Oscar, con 17 nomination e 4 Golden Globe.
Nel 2025 dichiara bancarotta a seguito di una disputa finanziaria con Warner Bros. Discovery.

## Filmografia

### Filmografia con Warner Bros.
- Tarzan - Il mistero della città perduta (1998)
- Amori & incantesimi (1998)
- Terapia e pallottole (1999)
- Matrix (1999)
- Blu profondo (1999)
- Love Lies Bleeding - Soldi sporchi (1999)
- Three Kings (1999)
- Appuntamento a tre (1999)
- Gossip (2000)
- Space Cowboys (2000)
- Pianeta rosso (2000)
- Miss Detective (2000)
- Valentine - Appuntamento con la morte (2001)
- Spot - Supercane anticrimine (2001)
- Ferite mortali (2001)
- Codice: Swordfish (2001)
- Come cani e gatti (2001)
- Cuori in Atlantide (2001)
- Training Day (2001)
- Ocean's Eleven - Fate il vostro gioco (2001)
- The Majestic (2001)
- La regina dei dannati (2002)
- Showtime (2002)
- Arac Attack - Mostri a otto zampe (2002)
- Pluto Nash (2002)
- Nave fantasma (2002)
- Un boss sotto stress (2002)
- Two Weeks Notice - Due settimane per innamorarsi (2002)
- L'acchiappasogni (2003)
- Matrix Reloaded (2003)
- Mystic River (2003)
- Matrix Revolutions (2003)
- Torque - Circuiti di fuoco (2004)
- Identità violate (2004)
- Catwoman (2004)
- Ocean's Twelve (2004)
- Constantine (2005)
- Miss F.B.I. - Infiltrata speciale (2005)
- La maschera di cera (2005)
- La fabbrica di cioccolato (2005)
- Hazzard (2005)
- Vizi di famiglia (2005)
- Firewall - Accesso negato (2006)
- La casa sul lago del tempo (2006)
- Happy Feet (2006)
- Mi sono perso il Natale (2006)
- Scrivimi una canzone (2007)
- I segni del male (2007)
- Le regole del gioco (2007)
- Ocean's Thirteen (2007)
- Licenza di matrimonio  (2007)
- Sapori e dissapori  (2007)
- Invasion (2007)
- Il buio nell'anima (2007)
- Io sono leggenda (2007)
- I ragazzi di dicembre (2007) (con Warner Independent Pictures)
- Speed Racer (2008)
- Agente Smart - Casino totale (2008)
- Come un uragano (2008)
- Yes Man (2008)
- Gran Torino (2008)
- Nel paese delle creature selvagge (2009)
- Sherlock Holmes (2009)
- Sex and the City 2 (2010) (con New Line Cinema)
- Cani & gatti - La vendetta di Kitty (2010)
- Il regno di Ga'Hoole - La leggenda dei guardiani (2010)
- Tre all'improvviso (2010)
- Happy Feet 2 (2011)
- Sherlock Holmes - Gioco di ombre (2011)
- Ho cercato il tuo nome (2012)
- Dark Shadows (2012)
- Gangster Squad (2013)
- Il grande Gatsby (2013)
- The LEGO Movie (2014)
- Storia d'inverno (2014)
- Edge of Tomorrow - Senza domani (2014)
- Into the Storm (2014) (con New Line Cinema)
- The Judge (2014)
- American Sniper (2014)
- Jupiter - Il destino dell'universo (2015)
- Mad Max: Fury Road (2015)
- San Andreas (2015)
- Heart of the Sea - Le origini di Moby Dick (2015)
- Sully (2016)
- Collateral Beauty (2016)
- Insospettabili sospetti (2017)
- LEGO Batman - Il film (2017)
- LEGO Ninjago - Il film (2017)
- Ready Player One (2018)
- Ocean's 8 (2018)
- The LEGO Movie 2 - Una nuova avventura (2019)
- Joker (2019)
- Matrix Resurrections (2021)[3]
- Joker: Folie à Deux (2024)

### Filmografia con Columbia Pictures
- Assatanata (2001)
- The Equalizer - Il vendicatore (2014)
- Annie - La felicità è contagiosa (2014)
- Zona d'ombra (2015)
- Piccoli brividi (2015)
- Ghostbusters (2016)
- I magnifici 7 (2016)

### Filmografia con Paramount Pictures
- Ritorno dal paradiso (2001)
- Zoolander (2001)

### Filmografia con 20th Century Fox
- Don't Say a Word (2001)

### Filmografia con Walt Disney Studios Motion Pictures
- A Walk on the Moon - Complice la luna (1999) (con Miramax Films)